# Andrej Maljukov
Andrej Maljukov (russisk: Михайлович) (født 6. januar 1948 i Novosibirsk i Sovjetunionen, død 19. december 2021 i Moskva i Rusland) var en sovjetisk filminstruktør og manuskriptforfatter.

## Filmografi
- V zone osobogo vnimanija (В зоне особого внимания, 1978)[1][2]
- 34-j skoryj (34-й скорый, 1981)
- Delaj - raz! (Делай — раз!, 1990)
- Ja - russkij soldat (Я — русский солдат, 1995)
- My iz budusjjego (Мы из бу́дущего, 2008)